# Gli
Gli (c. 2004-7 de noviembre de 2020) fue una gata europea de pelo corto originaria de Estambul conocida por vivir en Santa Sofía, por lo que se convirtió en una celebridad de Internet, atrayendo la atención de los turistas visitantes. Gli nació en 2004 y se crio en Santa Sofía. Obtuvo una importante atención de los medios cuando Santa Sofía fue reabierta al culto en 2020.
Gli murió el 7 de noviembre de 2020, después de recibir tratamiento en una clínica veterinaria en Levent, Estambul, desde el 24 de septiembre. Se anunció que sería enterrada en las instalaciones de Santa Sofía. La cuenta de Instagram @hagiasophiacat, creada por la guía turística Umut Bahceci en 2016, estaba dedicada a Gli y era seguida por más de 118 000 personas en el momento de su muerte.

## Vida

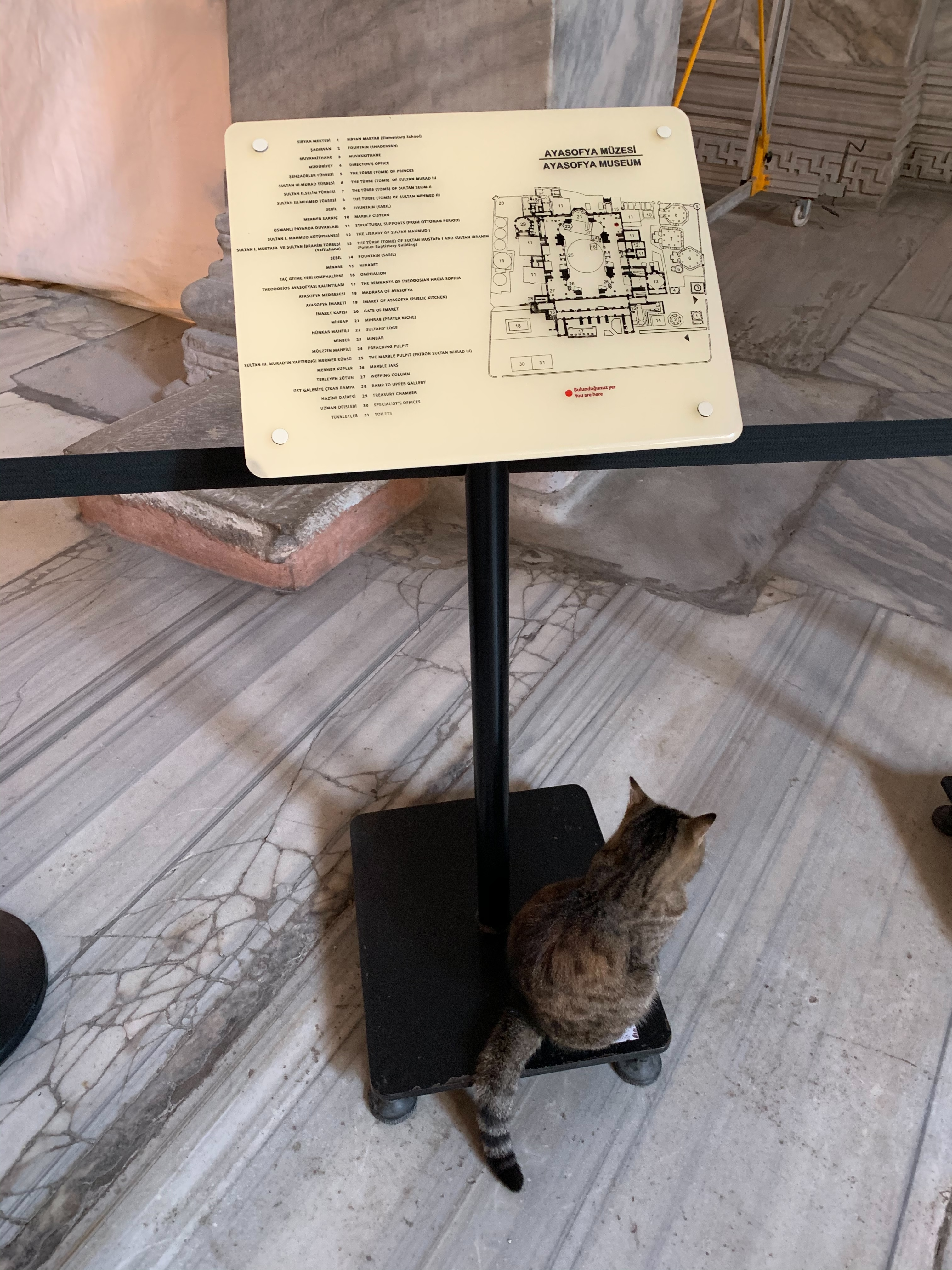
Gli sentada sobre un pedestal de información en 2019.

Gli nació en Santa Sofía en 2004. Era una gatita de Sofya y tenía dos hermanos, llamados Pati y Kızım. Gli solo tuvo una descendencia, un gato negro azabache llamado Karakız. Gli era amada por los turistas que visitaban Santa Sofía, que en ese momento era un museo, y se convirtió en un símbolo del lugar. Gli se hizo popular por primera vez cuando Barack Obama visitó Santa Sofía en 2009, él y Recep Tayyip Erdoğan acariciaron a Gli. Después de que se dijera que Santa Sofía se reabriría al culto, Gli apareció en todas las redes sociales y volvió a ser famosa. Después de la noticia de la reapertura de Santa Sofía al culto, el destino de Gli también estuvo en las noticias. El portavoz presidencial İbrahim Kalın hizo una declaración: "Esa gata se ha vuelto muy famosa y hay otros que aún no se han vuelto tan famosos. Esa gata estará allí y todos los gatos son bienvenidos a nuestras mezquitas".
Gli murió en 2020 en la clínica veterinaria de Levent, después de haber recibido tratamiento desde el 24 de septiembre, según el gobernador de Estambul, Ali Yerlikaya. Fue enterrada en el jardín de Santa Sofía. Su sucesor fue Kiliç, un gato de Angora blanco que desapareció de Santa Sofía en diciembre de 2021.

## Lectura complementaria
- Geddo, Benedetta. «Did you know Istanbul's Hagia Sophia has a resident cat?». Lonely Planet (en inglés). Consultado el 26 de julio de 2020.
- «Ayasofya'nın bekçisi kedi Gli» (en turco). NTV. 24 de julio de 2020. Consultado el 26 de julio de 2020.
- Karaburç, Harun (28 de enero de 2018). «Ayasofya'nın kraliçesiyim» (en tr-TR). Yeni Şafak. Consultado el 26 de julio de 2020.
- «Ayasofya'nın maskotu Gli» (en turco). Milliyet. 27 de noviembre de 2018. Consultado el 26 de julio de 2020.